# سايمون فلكسنر
سايمون فلكسنر (بالإنجليزية: Simon Flexner) ـ (ولد في لويسفيل بولاية كنتاكي في 25 مارس 1863 وتوفي في مدينة نيويورك في 2 مايو 1946) طبيب وعالم وإداري وأستاذ لعلم الأمراض التجريبي بجامعة بنسلفانيا (1899 ـ 1903). كان أول مدير لمعهد روكفلر للأبحاث الطبية (جامعة روكفلر حالياً)، وظل يشغل هذا المنصب لمدة 34 عاماً (في الفترة من 1901 إلى 1935) وكان عضواً لهيئة أمناء مؤسسة روكفلر، كما كان صديقاً شخصياً ومستشاراً لجون د. روكفلر الابن. فلكسنر هو الأخ الأكبر لكل من التربوي أبراهام فلكسنر والقيادي الصهيوني برنارد فلكسنر، أحد أبرز أعضاء المنظمة الصهيونية بأمريكا.
من أبرز إنجازات فلكسنر العلمية أبحاثه عن مرض شلل الأطفال وتطويره لمصل لعلاج الالتهاب السحائي. وقد سميت بكتيريا الشيغيللا فلكسنيري (باللاتينية: Shigella flexneri) بهذا الاسم نسبة إليه. وكان فلكسنر هو أول من وصف ما يسمى بزهيرات فلكسنر ـ فنترشتاين (بالإنجليزية: Flexner-Wintersteiner rosettes) التي تميز ورم أرومة الشبكية (بالإنجليزية: retinoblastoma). وقد كان ابنه جيمس توماس فلكسنر (1908 ـ 2003) كاتباً غزير الإنتاج، من مؤلفاته كتاب عن سيرة جورج واشنطن.
توفي فلكسنر في مايو 1946 عن 83 عاما إثر أزمة قلبية.

## روابط خارجية
- سايمون فلكسنر على موقع الموسوعة البريطانية (الإنجليزية)